# جورج دانینگ
جورج دانینگ (انگلیسی: George Duning؛ ۲۵ فوریهٔ ۱۹۰۸ – ۲۷ فوریهٔ ۲۰۰۰) آهنگساز اهل ایالات متحده آمریکا بود.

## اوایل حرفه
در دهه 1940، دانینگ برای گروه کی کیسر ترومپت و پیانو می نواخت ،  بعداً بیشتر موسیقی را برای برنامه رادیویی کیسر، کالج دانش موسیقی کی کیسر تنظیم کرد . در طول حضور گروه Kyser در Carolina Blues (1944) بود که کار دانینگ مورد توجه قرار گرفت و منجر به عقد قرارداد با کلمبیا پیکچرز شد . دانینگ در سال 1942 به نیروی دریایی پیوست و به عنوان رهبر و تنظیم کننده رادیو نیروهای مسلح خدمت کرد .

## گزیده فیلم‌شناسی
- لورنا دون (۱۹۵۱)
- سالومه (۱۹۵۳)
- Last of the Comanches (1953)
- از اینجا تا ابدیت (۱۹۵۳)
- مردی از لارامی (۱۹۵۵)
- خواهر من آیلین (۱۹۵۵)
- پیک‌نیک (۱۹۵۵)
- مرکز طوفان (۱۹۵۶)
- سقوط شبانه (۱۹۵۷)
- برادران ریکو (۱۹۵۷)
- ۳:۱۰ به یوما (۱۹۵۷)
- کابوی (۱۹۵۸)
- خانه قایقی (۱۹۵۸)
- Bell, Book and Candle (1958)
- آخرین مرد خشمگین (۱۹۵۹)
- The Wreck of the Mary Deare (۱۹۵۹)
- دنیای سوزی وانگ (۱۹۶۰)
- The Wackiest Ship in the Army (۱۹۶۰)
- The Devil at 4 O'Clock (1961)
- Two Rode Together (1961)
- 13 West Street (۱۹۶۲)
- The Notorious Landlady (1962)
- لمس سمور (۱۹۶۲)
- Who's Got the Action? (1962)
- Critic's Choice (۱۹۶۳)
- Toys in the Attic (1963)
- Island of Love (۱۹۶۳)
- Who's Been Sleeping in My Bed? (1963)
- Ensign Pulver (1964)
- Dear Brigitte (1965)
- My Blood Runs Cold (1965)
- Brainstorm (1965)
- Any Wednesday (1966)
- Black Noon (1971)
- The Man with Bogart's Face (1980)
- Goliath Awaits (1981)